# 開拓章
開拓章（阿拉伯语：‎，意指「安慰」或「慰藉」），是古兰经第94章，共有8节，屬於麥加篇章。通常認為該章是在講述穆罕默德成為先知的早期，這段時間他不清楚如何才能讓其他人接受他。